# 526 TCN
526 TCN là một năm trong lịch La Mã.